# Нагрудний знак «За наукові досягнення»
Нагру́дний знак «За науко́ві дося́гнення» — заохочувальна відомча відзнака Міністерства освіти і науки України. Заснована у 2007 році. Має третій (найвищий) ступінь серед відзнак, запроваджених Міністерством. Нагородження цією відзнакою здійснювалося протягом 2007-2013 рр.

## Відомості про нагороду
Нагрудним знаком «За наукові досягнення» нагороджувалися наукові й науково-педагогічні працівники, державні службовці за вагомий особистий внесок у розвиток вітчизняної науки та впровадження у виробництво досягнень науки і техніки. Разом з нагрудним знаком нагородженому вручалося посвідчення, зразок якого було затверджено Міністерством освіти і науки України.
Повторне нагородження нагрудним знаком не проводилося.
Згідно з наказом МОН України «Про затвердження Положення про відомчі заохочувальні відзнаки Міністерства освіти і науки України», замість нагородження нагрудним знаком «За наукові досягнення», запроваджено нагородження нагрудним знаком МОН України «За наукові та освітні досягнення».